# メガネカモグチウオ
メガネカモグチウオ（学名：Cygnodraco mawsoni）は、カモグチウオ科に分類される魚類の1種。Cygnodraco 属は単型。南極大陸周辺の南極海に分布し、水深110-300mの大陸棚に生息する。

## 分類と名称
1916年に動物学者であるエドガー・レイヴンズウッド・ウェイトによって、オーストラリア南極遠征で得られた標本を基に記載され、タイプ産地はクイーンメリーランド沖のドリガルスキー島とされた。ウェイトは本種を単継続の唯一の種とした。属名は「cygnus (ハクチョウ)」と「draco (ドラゴン)」を組み合わせたもので、dracoはノトテニア亜目の学名に使用されることが多い。種小名はオーストラリア南極遠征を率いた地質学者のダグラス・モーソンへの献名。

## 形態
体型は細身で、鱗は2本の側線鱗のみであり、上側の側線は完全に穴の開いた鱗から成る。鰓蓋には平たい隆起があり、縁に向かって分かれている。顎には円錐形の歯が細い帯状に並んでいる。背鰭は61-66軟条から、臀鰭は36-38軟条から成る。アルコールで保存すると、全体の体色は茶色で、縞模様はより暗くなり、正中鰭は胸鰭と腹鰭よりも暗くなる。体長は41cmに達する。

## 分布と生息地
南極大陸の大陸棚上の南極海に生息する。水深110-300mで見られる底魚である。

## 生態
ウェッデル海では体長20cmで成熟し、体長26cmから繁殖を始める。産卵は秋から初冬にかけて行われる。主に底生生物を餌とし、特にナンキョクカジカ科の魚類や、エビジャコ科の Notocrangon antarcticus、アミ、ヨコエビ、多毛類などを捕食する。